# Shadow Project
Shadow Project war eine Death-Rock-Band. Sie wurde 1987 von Rozz Williams, Eva O und Paris Sadonis gegründet.

## Geschichte
Die Band wurde nach einem Studienprogramm über die Effekte des Abwurfs der Atombombe über Hiroshima benannt. Sie wurde besonders bei den Fans der Band Christian Death bekannt, deren ehemalige Mitglieder sich zum Teil in ihr wiedervereinten. Die Bandgeschichte endete 1998, als ihr Sänger Rozz Williams Suizid verübte.

## Diskografie
- 1987: Helter Skelter Demo
- 1991: Shadow Project
- 1992: Dreams for the Dying
- 1994: In Tuned Out - live ’93
- 1998: From the Heart
- 2005: The Original (EP)